# Les Biches
Pour les articles homonymes, voir Biche et Les Biches (homonymie).
Les Biches est un ballet avec chant en un acte, chorégraphié par Bronislava Nijinska, sur une musique de Francis Poulenc pour chœur mixte et orchestre, sur des textes d'après des chansons populaires du XVIIe siècle et des décors et costumes de Marie Laurencin.
L'attribution fréquente de l'argument du ballet à Jean Cocteau est erronée.

## Génèse

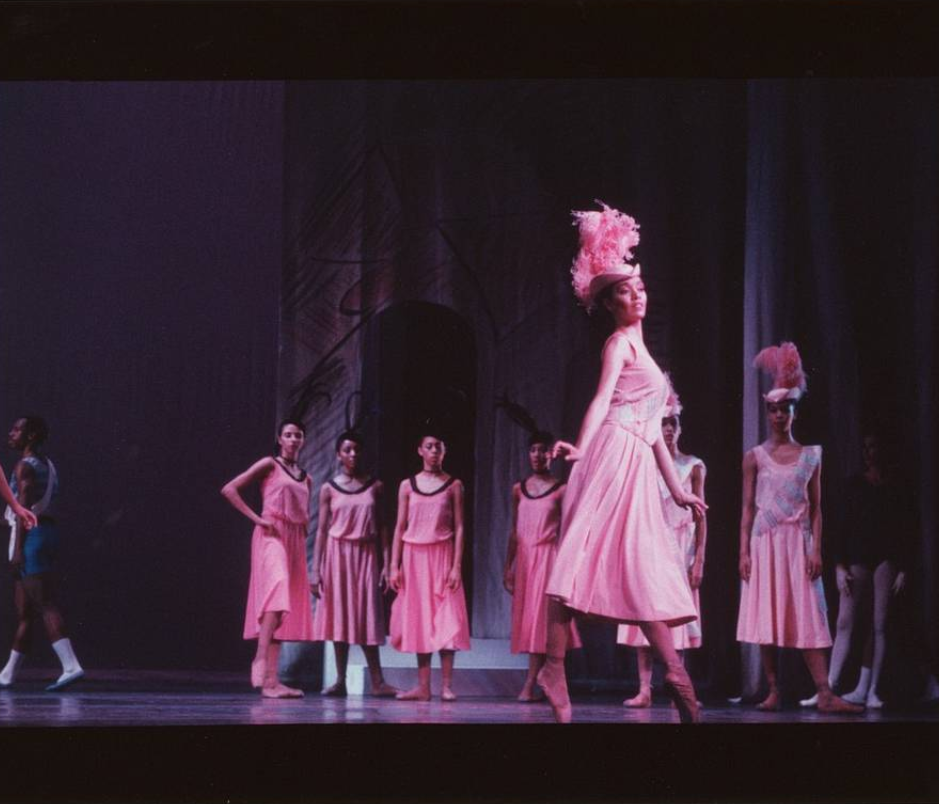
Les Biches, par le Dance Theatre of Harlem, 1989.

Créé par les Ballets russes de Serge de Diaghilev le 6 janvier 1924 au Théâtre de Monte-Carlo, il a pour interprètes Bronislava Nijinska, Vera Nemtchinova, Alexandra Danilova, Lubov Tchernitcheva, Lydia Sokolova, Felia Doubrovska, Ninette de Valois, Léon Wojcikowski, Anton Dolin, Anatole Vilzak et Nicolas Zverev. Le chœur et l'orchestre sont placés sous la direction de Édouard Flament.
Le ballet est repris le 26 mai au théâtre des Champs-Élysées, puis en mai/juin au Coliseum de Londres.
Depuis le 2 décembre 1964, il a été joué assez régulièrement à Covent Garden. Pour les 70 ans de la création, le ballet a été repris par le Ballet de Lorraine sous la direction de Pierre Lacotte.
Le ballet est dédié à l'artiste catalan Josep Maria Sert.

## Argument
Vaguement inspiré par Les Sylphides, ce ballet est un marivaudage entre des jeunes femmes du monde et trois jeunes gens à l'allure sportive.
Poulenc décrit sa composition : 

« J'eus l'idée de ces fêtes galantes où l'on pouvait comme dans certains tableaux de Watteau, ne rien voir ou imaginer le pire. »

## Adaptation
En 1939-1940, Poulenc révise la partition du ballet pour en tirer une suite pour orchestre en 5 mouvements, en supprimant les parties avec chœur.

## Structure
Ballet :
1. Ouverture
2. Rondeau
3. Chanson dansée
4. Adagietto
5. Jeu
6. Rag-Mazurka
7. Andantino
8. Petite chanson dansée
9. Final

Suite d'orchestre :
1. Rondeau
2. Adagietto
3. Rag-Mazurka
4. Andantino
5. Finale

## Divers
La toile de scène de Marie Laurencin est conservée à Paris, au Musée de l'Orangerie (collection Walter-Guillaume).
Le chorégraphe Thierry Malandain a créé en 2002 pour le centre chorégraphique d'Aquitaine une version inspirée de celle de Bronislava Nijinska mais plus contemporaine.